# Paracles toulgoeti
Paracles toulgoeti là một loài bướm đêm thuộc phân họ Arctiinae, họ Erebidae.